# Ратрамн
Ратрамн из Корби (умер в 868 или 870) — франкский монах и богослов, живший в эпоху Каролингов.
Сведений о жизни Ратрамна практически не сохранилось: предполагается, что в 844 году он был преподавателем в монастыре аббатства Корби и имел тесные контакты с королём Западно-Франкского государства Карлом II Лысым.
Ратрамн более всего известен своим евхаристическим сочинением «De corpore et sanguine Domini», поддержкой доктрины двойного предопределения, выдвинутой Готшальком. Написал также большое количество других богословских сочинений — от полемики с представителями греческой церкви во время Фотиевой схизмы до рассуждений о кинокефалах.